# Ante Jelavić
Ante Jelavić (ur. 21 sierpnia 1963) – polityk bośniacki. Pełnił kolejno funkcje: ministra obrony Federacji Bośni i Hercegowiny (18 grudnia 1996-13 października 1998), prezesa Chorwackiej Demokratycznej Unii Bośni i Hercegowiny (17 maja 1998-4 maja 2002), członka Prezydium Bośni i Hercegowiny reprezentującego Chorwatów (13 października 1998-7 marca 2001) – w tym przewodniczącego tego gremium (15 czerwca 1999-14 lutego 2000). Ze składu Prezydium został odwołany przez Wysokiego Przedstawiciela dla Bośni i Hercegowiny Wolfganga Petritscha. W styczniu 2004 aresztowany pod zarzutami korupcyjnymi i w listopadzie 2005 skazany na dziesięć lat więzienia.